# 루터 전투
루터 전투(Lutter am Barenberge)는 30년 전쟁 기간 중에 일어났으며, 1626년 8월 27일 프로테스탄트이자 크리스티안 4세(Protestant Christian IV of Denmark)와 가톨릭 제후연맹(Catholic League)의 군대가 격돌한 전투이다. 루터 암 바렌베르게는 현재 잘츠기터(Salzgitter) 마을의 남쪽, 지금의 독일의 북서부 지방에 위치해 있으며, 작센 저지대(Lower Saxony)의 황제령 영지(Imperial Circle)안에 포함되어 있다.
이 전투는 가톨릭 동맹군의 지휘관으로 황제 페르디난트 2세(Emperor Ferdinand II)의 군대를 지휘한 틸리 백작 요한 체르클라에스(Johan Tzerclaes, Count of Tilly)가 크리스티안 4세의 군대를 완파하는 것으로 끝났다.

## 서막
크리스티안 4세는 루터교 신자로서 용병대장 에른스트 폰 만스펠트(Ernst von Mansfeld)와 동맹을 맺고 중부 독일의 투링기아(Thuringia)로 진입하여 그 남부 지방을 영유하기 위한 전역을 계획하고 있었다. 크리스티안 4세는 또한 내심 이전 데사우 다리 전투(Battle of Dessau Bridge)에서 완패한 독일의 프로테스탄트들을 구원하고자 하는 마음을 품고 있었다.
크리스티안 4세의 참전 이전까지 30년 전쟁은 신성 로마 제국 내부에서의 내전에 불과한 전투였으나, 그의 개입으로 이 전쟁을 다른 유럽의 강대국들에게까지 확대시켰다. 크리스티안 4세는 혈연적으로 독일계(오르덴부르크 출신)였기에 완벽한 외국인은 아니었다. 또한 신성 로마 제국의 홀슈타인 공작(Duke of Holstein)의 직위까지 겸임하고 있었기에 참전의 명분도 가지고 있었다.

## 전투
틸리 백작은 크리스티안의 군대를 루터로 끌어들이는 데 성공하고 전투를 강요하였다. 제국군 보병대는 덴마크군의 전열을 세 번이나 돌파하였으나 번번이 기병대의 반격에 격퇴당하였다. 그러나 결과적으로 덴마크군의 포병대를 제국군이 장악하자, 덴마크군은 전열을 더 이상 유지할 수 없었고 패닉상태에 빠져 스타데(Stade) 마을을 향해 궤주했다. 이 전투로 덴마크군은 거의 6,000명이 전사하였고 2,500명이 포로로 잡혔다고 한다.

## 영향
루터 전투 후에 메클렌부르크(Mecklenburg)까지 이르는 지방에 할거하던 북부 독일의 영주들은 크리스티안 4세에 대한 지원을 그만두었다. 페르디난트 2세와 그의 동맹자들의 승리는 덴마크의 작센 저지대에 대한 공략이 절망스러운 것이었음을 입증시켰고, 결국 1629년 덴마크 독일 원정은 뤼벡 조약(Treaty of Lübeck)으로 종결된다. 따라서 이 전투는 유럽의 강대국으로서 덴마크의 몰락을 상징하는 사건으로 여겨지기도 한다.